# Corps vitré
Le corps vitré (ou le vitré, l'humeur vitrée, ou le corps hyalin) est une substance transparente, gélatineuse qui remplit la cavité oculaire en arrière du cristallin.

## Description
L'humeur vitrée est une masse gélatineuse transparente et sans couleur qui remplit l'espace situé entre le cristallin et la membrane de la rétine située sur la face postérieure de l’œil. Il est présent dès la naissance et ne se modifie pas avec l'âge, tout le long de la vie.
L'humeur vitrée est  produite par les cellules de la partie non pigmentée des corps ciliaires, dérivées des cellules  mésenchymateuses, qui dégénèrent après la naissance.
Sa composition est identique à celle de la cornée, mais elle contient très peu de cellules (principalement des phagocytes qui éliminent les débris cellulaires indésirables qui se trouvent dans le champ visuel, ainsi que les hyalocytes de la surface du vitré, qui fabriquent l'acide hyaluronique) et il n'y a pas de vaisseaux sanguins. 98-99 % de son volume est formé d'eau (par opposition aux 75 % d'eau de la cornée) avec des sels, des sucres, de la vitrosine (une sorte de collagène), un réseau de fibres de collagène de type II avec un glycosaminoglycane particulier, l'acide hyaluronique, de l'opticine qui possède des protéines de la famille des SLRP riches en leucine et aussi une grande variété d'autres protéines en faible quantité. De façon étonnante, malgré une si faible quantité de matière solide, l'humeur vitrée maintient en tension l’œil. La lentille du cristallin, de l'autre côté, est fermement fixée par des cellules. Toutefois, le vitré a une viscosité deux à quatre fois plus grande que celle de l'eau pure, ce qui lui donne une consistance gélatineuse.
Le vitré représente ainsi 90 % du volume de l’œil. Son rôle est de garantir la rigidité du globe oculaire, et de maintenir la rétine en place contre la paroi de l’œil.
Bien que le vitré soit au contact intime de la rétine et aide à la maintenir en place par la pression qu'il exerce sur elle ainsi que sur la choroïde, il n'adhère pas à la rétine, sauf au niveau de la tache aveugle (ou disque optique, ou papille optique, endroit où la rétine donne passage à environ 1,2 million de fibres nerveuses se dirigeant vers le cerveau). Le vitré est aussi connecté à l'ora serratia (la zone où la rétine se termine en avant), au niveau de la bande de Wieger, le bord dorsal du cristallin. Il n'est toutefois pas directement connecté à la macula, la petite zone de la rétine, qui donne toute la vision des « détails » de la  vision centrale.
Contrairement au liquide de la partie antérieure de l’œil (l'humeur aqueuse) qui est continuellement renouvelée, le gel de la chambre du vitré est stagnant. Dès lors, si du sang, des cellules, ou d'autres sous-produits d'un processus inflammatoire s’épandent dans le vitré, ils resteront là jusqu'à ce qu'un geste chirurgical vienne les en extraire (voir corps flottants ou myodésopsies). Si l'humeur vitrée fuit derrière la rétine, il s'agit d'un décollement de rétine. Avec l'âge, le vitré souvent se liquéfie et peut se rétracter. Cela survient plus fréquemment et plus tôt, quand les yeux sont le siège d'une myopie. Cela peut survenir aussi en cas de traumatisme ou d'inflammation de l’œil (uvéite).
Le corps vitré constitue un des quatre dioptres de l'œil. Son indice de réfraction vaut 1,336.
Par sa nature, il absorbe également une grande partie du rayonnement ultraviolet, ce qui protège dans une certaine mesure la rétine contre les expositions trop violentes, mais rend en revanche inexploitable par le système nerveux la sensibilité de la rhodopsine, le pigment photosensible de l'œil, à cette région du spectre.

## Pathologie
Les fibres collagènes de l'humeur vitrée sont tendues par des charges électriques. Avec l'âge, ces charges tendent à diminuer et les fibres tendent à se coller les unes aux autres. De même, le gel peut se liquéfier, ce qui aboutit au phénomène connu sous le nom de synaeresis permettant aux cellules ou d'autres corps flottants de se déplacer librement dans l'humeur vitrée. Ces corps flottants sont perçus dans le champ visuel comme des taches ou des filaments, appelés myodésopsies. Ces corps flottants sont généralement sans conséquences mais leur survenue brutale et leur récurrence peuvent traduire un décollement de la rétine (décollement du corps vitré) ou une autre maladie oculaire.
L'impression passagère de voir passer des lumières devant ses yeux est due au passage d'humeur vitrée. Si l'impression perdure, il peut révéler une tension artérielle trop élevée.

## Signification clinique
Les échanges métaboliques et l'équilibre entre la circulation systémique et l'humeur vitrée sont si lents que l'humeur vitrée est parfois le liquide de choix pour les analyses post mortem en particulier pour le taux de glucose ou de substances qui seraient plus rapidement diffusées, dégradées, excrétées, ou métabolisées à partir de la circulation générale.

## Images additionnelles

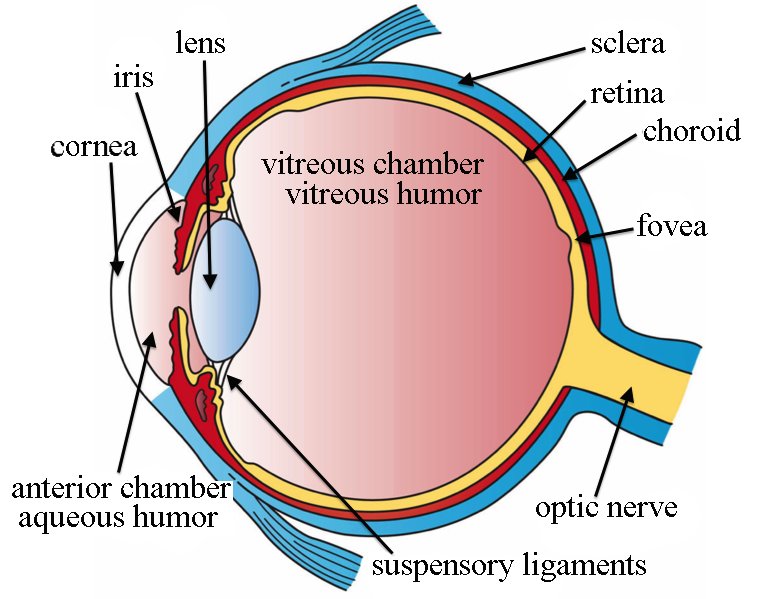
La structure de l’œil
Cette image montre une autre vue des structures de l’œil.